# BayArena
Die BayArena [ˈbaɪ̯ʔaˌreːna], bis 1998 Ulrich-Haberland-Stadion, ist ein zwischen 1956 und 1958 errichtetes Fußballstadion im Stadtteil Küppersteg der nordrhein-westfälischen Großstadt Leverkusen, in dem der Fußball-Bundesligist Bayer 04 Leverkusen seine Heimspiele austrägt. Die Eigentümerin des Stadions ist die Bayer 04 Immobilien GmbH, die wie die Bayer 04 Leverkusen Fußball GmbH eine hundertprozentige Tochtergesellschaft der Bayer AG ist. Betreiber sind Bayer 04 Leverkusen, die Bayer Gastronomie und die Lindner Hotels & Resorts.

## Vorgeschichte
1923 wurde von den Vereinsmitgliedern die erste Sportplatzanlage mit zwei Plätzen gebaut und kurz nur Bayer-Platz genannt. 1931 erreichten die Bayer-Fußballspieler den lang ersehnten Aufstieg in die 1. Kölner Bezirksliga. Ein Jahr später wurde der Platz an der Dhünnaue verlassen und das neue Stadion am Stadtpark am 4. September 1932 in der Bayer-Wohnkolonie III offiziell eröffnet. 1936 schaffte die Bayer-Elf an dieser Stätte den Aufstieg in die zweithöchste deutsche Spielklasse. Während des Zweiten Weltkrieges erhielt das Stadion am Stadtpark 1941 eine Holztribüne, womit die Kapazität auf 15.000 Zuschauer stieg. 1949 verpassten die Leverkusener nach zwei Aufstiegsspielen gegen den neugegründeten 1. FC Köln (erstes Derby) und Schalke 04 zwar knapp den Aufstieg in die höchste deutsche Spielklasse, die Verantwortlichen des Vereins trafen jedoch eine zukunftsweisende Entscheidung, die auf einer Mitgliederversammlung desselben Jahres genehmigt wurde: die Einführung des bezahlten Fußballs. Bayer 04 wurde daraufhin in die II. Division der Oberliga West eingereiht. 1953/54 wurde der Eintritt in die Endrunde zur deutschen Meisterschaft nur um drei Punkte verpasst. Binnen fünf Jahren folgte dem sportlichen Aufstieg überraschend der Abstieg in die Zweitklassigkeit. Trotzdem glaubte der Verein weiterhin an den sportlichen Erfolg und begann mit dem Bau einer neuen Spielstätte. Am 23. April 1956 erfolgte der Spatenstich zum Bau des Ulrich-Haberland-Stadions an der Bismarckstraße.

## Infrastruktur und Anreise
Die BayArena wurde als multifunktionaler Komplex errichtet und beinhaltet neben Tagungsräumen auch einen offiziellen Fanshop. Des Weiteren war die BayArena das erste Stadion Europas mit einem McDonald’s-Restaurant und einem Vier-Sterne-Hotel der Lindner-Gruppe mit 200 Betten. Das Hotel hinter der Nordtribüne besitzt im vierten Stock 120 Logenplätze mit freiem Blick auf den Stadioninnenraum. Die McDonald’s-Filiale zog im Zuge des Umbaus 2008/09 auf die andere Straßenseite und ist seither kein Bestandteil des Stadions mehr.
Mit einem Zuschauervermögen von 30.210 Plätzen ist die BayArena eines der kleineren Stadien der Fußball-Bundesliga. Außerdem gibt es noch zehn VIP-Logen für insgesamt 140 Personen mit Tiefgaragen-Parkplätzen. Eine VIP-Loge kostet ca. 10.000 Euro und zusätzliche Kosten für Jahreskarten im Tribünen-Innenraum belaufen sich auf jeweils 1800 Euro pro Person. Mit über 19.000 Saisonkarten sind fast zwei Drittel der Zuschauer Jahreskarteninhaber. Durch die nur 3000 Heimstehplätze seit der Saison 2013/14 verfügt die BayArena über den kleinsten Anteil an günstigen Fanbereichen der Bundesliga und positioniert sich so im Mittel- und Hochpreisbereich.
Wie für ein Bundesligastadion typisch ist die Infrastruktur von Bayer 04 Leverkusen im Stadion untergebracht. Die Geschäftsstelle befindet sich in der Südtribüne der Arena, der medizinische Bereich in der Westtribüne. Das Trainingsareal liegt am westlichen Teil des Stadions. Die Lage des Stadions am Rande von Wohngebieten zieht jedoch auch Probleme mit den Anwohnern und der Erreichbarkeit durch den motorisierten Individualverkehr nach sich. Gelöst wird dies durch ein Shuttlebus-System, welches die mit dem Auto anreisenden Besucher vom kostenlosen Parkplatz Kurtekotten direkt vor die BayArena bringt. Die Bismarckstraße am Stadion wird für diesen Zeitraum für den Durchgangsverkehr gesperrt. Die Anreise mit der Deutschen Bahn ist möglich; der Bahnhof Leverkusen Mitte liegt etwa einen Kilometer vom Stadion entfernt und ist zu Fuß bei An- und Abreise gut zu erreichen. Busse des Wupsi-Nahverkehrssystems ermöglichen zusätzlich eine Anreise der Besucher aus der näheren Umgebung.
Seit der Saison 2009/10 ist das Rauchen im Innenbereich, auf den Tribünen und in geschlossenen Räumen verboten.

## Gastronomie/Eventmanagement und Bezahlsystem
Die Vermarktung der BayArena erfolgt über das neu geschaffene Event-Department BayArena Plus.
Sämtliche Gastronomiebereiche der BayArena (Business-Club, Sponsoren-Lounges, VIP-Logen, Kioske, Fan-Treffs, Restaurants sowie Presse-Club) werden durch die Bayer Gastronomie betrieben. Neben den Gastronomiebereichen betreibt BayArena Plus das Besuchermanagement und das Eventmanagement. Dies ermöglicht Unternehmen, Konferenzen und Tagungen in der BayArena abzuhalten.

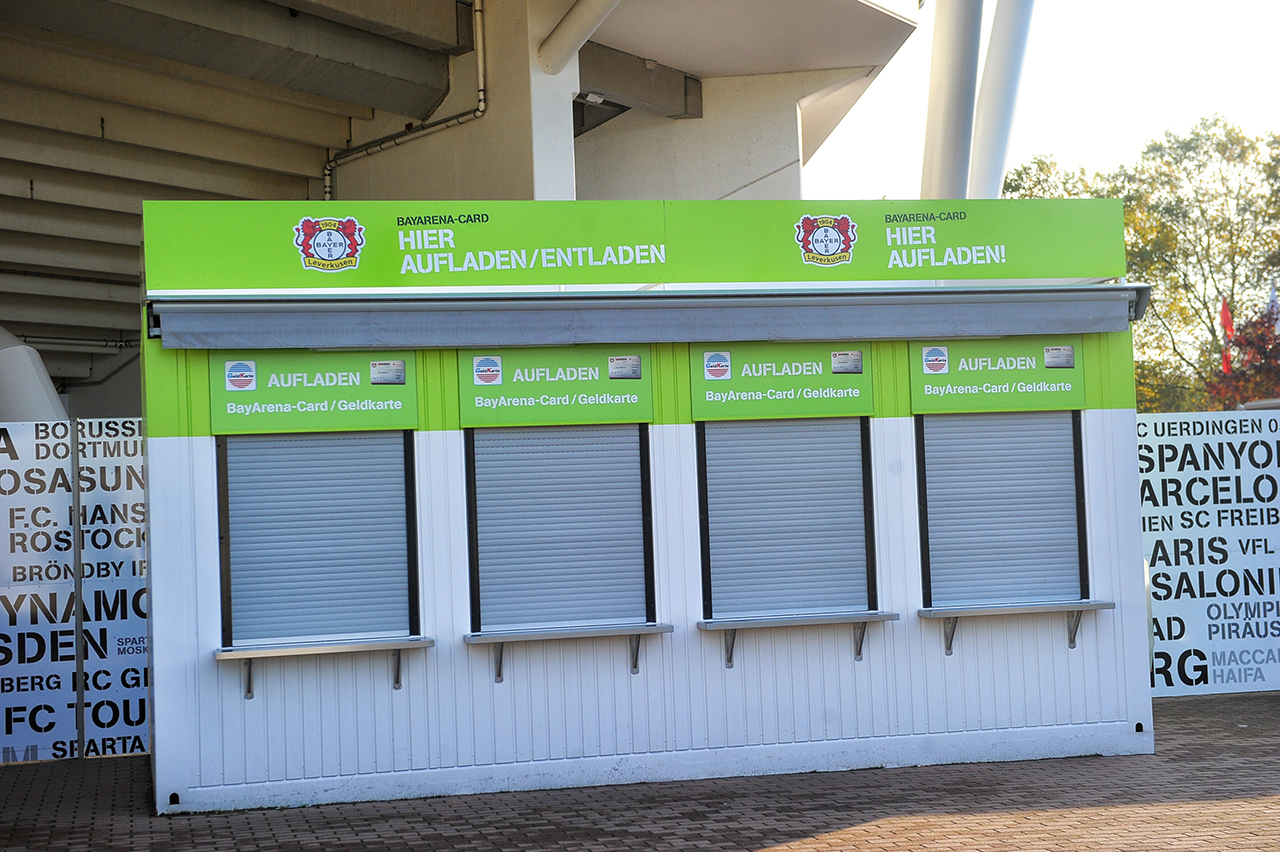
Erwerb- und Bezahlstation für die BayArena-Card, dahinter der Gästebereich, 2016

An allen Gastronomieständen konnte bis zum vorläufigen Auszug von Bayer 04 aus dem Stadion nach Düsseldorf ausschließlich bar bezahlt werden. Nach der Renovierung und Rückkehr des Vereins führte dieser die BayArena-Card ein, ein auf der GeldKarte basierendes Zahlsystem. Dieses System war erstmals auf der Saisoneröffnungsfeier des Vereins im Juli 2009 eingesetzt worden und ersetzte die Bargeldzahlung, die ab diesem Zeitpunkt an Spieltagen außerhalb des Fanshops sowie vereinzelter Lebensmittelanbieter nicht mehr möglich war. Während die BayArena-Card ebenfalls die Mitgliedsausweise und Dauerkarten ersetzte und dadurch regelmäßig wiederkehrende Besucher ihre Speisen darüber bezahlen konnten, bot Bayer 04 für andere Gäste Pfandkarten auf demselben System an. Diese kostete zuerst 5,00 Euro, zur Spielzeit 2011/12 wurde das Pfand auf 10,00 Euro erhöht. Der Verein bot zur meisten Zeit nur Aufladungen in Fünf-Euro-Schritten an, erst später hob er diese Praxis auf und buchte genaue Beträge auf die Karten. Technisch durch die GeldKarte bedingt konnten sich nur 200,00 Euro insgesamt auf einer Karte befinden. Bei Abgabe einer Karte erhielt der Gast den gesamten Betrag vollständig zurück, ebenso, falls vorhanden, das zuvor gezahlte Pfand. Während die BayArena-Card zuerst nur gegen Bargeld aufgeladen werden konnte, führte der Verein nach einigen Jahren die Möglichkeit ein, die Karte an vereinzelten Stellen auch per Girocard oder Kreditkarte aufladen zu lassen. Gäste konnten, falls sie über diese Funktion verfügte, auch die auf ihrer Girocard vorhandene GeldKarte zur Zahlung nutzen. Ebenfalls stellte Bayer 04 in der Umgriffebene des Stadions Automaten auf, die ausschließlich Aufladungen der Karte vornehmen konnten. Neben stationären Anlaufpunkten setzte der Verein auch mobiles Personal ein, das in der Umgriffebene des Stadions agierte und die Karten auflud. Die BayArena-Card konnte unter anderem auch in den Stadien von Werder Bremen, des FC Ingolstadt 04 und VfL Wolfsburg genutzt werden.
Zur Spielzeit 2019/20 ergänzte der Verein sein Bezahlsystem und räumte den Gästen die Möglichkeit ein, Speisen und Getränke neben der BayArena-Card auch mit Girocard, Kreditkarte (Visa und Mastercard), Google Pay und Apple Pay zu bezahlen. Die Möglichkeit, die BayArena-Card vor dem Stadionbesuch online aufzuladen, um den Betrag am Spieltag schließlich in der Arena freischalten zu lassen, war ab diesem Zeitpunkt bereits nicht mehr möglich. Seit der Saison 2021/22 werden Zahlungen mit der BayArena-Card nicht mehr angeboten, auch ihre Funktion als Mitgliedsausweis und Dauerkarte verlor sie. Der Verein sichert weiterhin zu, noch vorhandene BayArena-Cards zu entladen und das Pfand auszuzahlen.

## Wichtige Veranstaltungen

Austragungsort der Fußball-Weltmeisterschaft der Frauen 2011

Die BayArena war mehrfach Austragungsort des Ligapokalendspiels sowie von Freundschafts- und Qualifikationsspielen der deutschen Fußballnationalmannschaft.
Als Heimspielstätte von Bayer 04 Leverkusen war sie zudem Austragungsort zahlreicher UEFA-Pokal- und Champions-League-Begegnungen mit Gegnern wie Real Madrid, dem FC Barcelona, Manchester United oder dem FC Liverpool. Ebenso gelang dem Verein 1988 im Ulrich-Haberland-Stadion während der Umbauphase der Gewinn des UEFA-Pokals.
Die Stadt Leverkusen bewarb sich mit dem Stadion als Austragungsort der Fußball-Weltmeisterschaft 2006. Aufgrund der geringen Chance, als Austragungsort berücksichtigt zu werden, zog Leverkusen die Bewerbung zurück. Zunächst wurde unter dem DFB-Teamchef Rudi Völler vereinbart, dass stattdessen die deutsche Nationalmannschaft während der WM Quartier in Leverkusen bezieht. Nachdem Jürgen Klinsmann Bundestrainer geworden war, wurde als Quartier jedoch Berlin gewählt. Stattdessen wurde in der BayArena das Finale der Fußball-Weltmeisterschaft 2006 der Menschen mit Behinderung am 16. September ausgetragen.
Die BayArena war Austragungsort der Fußball-Weltmeisterschaft der Frauen 2011. In Leverkusen fanden drei Vorrundenspiele und ein Viertelfinale statt.

## Ausbauchronik

### 1956 – Das alte Haberland
Nach vielen Spieljahren am Bayersportplatz wurde beschlossen, ein neues Stadion an einem anderen Platz zu errichten. Am 23. April war erster Spatenstich für das Ulrich-Haberland-Stadion an der Bismarckstraße. Die Arbeiten wurden 1958 abgeschlossen und am 2. August das Stadion mit einem Fassungsvermögen von 22.500 Zuschauern eingeweiht. 1963 bekam das Ulrich-Haberland-Stadion anlässlich des 100-jährigen Bestehens der Bayer AG eine Flutlichtanlage. Die Flutlichtanlage konnte jedoch nur kurz genutzt werden, weil ein Mast zum Jahreswechsel 1966 einem starken Wind zum Opfer fiel. Daher waren die drei übriggebliebenen Flutlichtmasten in den nächsten Jahren das Erkennungsmerkmal des Leverkusener Stadions. Mit dem Aufstieg 1979 in die erste Bundesliga wurde aufgrund des Zuschauerandrangs eine provisorische Zusatztribüne auf der Ostseite errichtet.

### 1986 – Das neue Ulrich-Haberland-Stadion

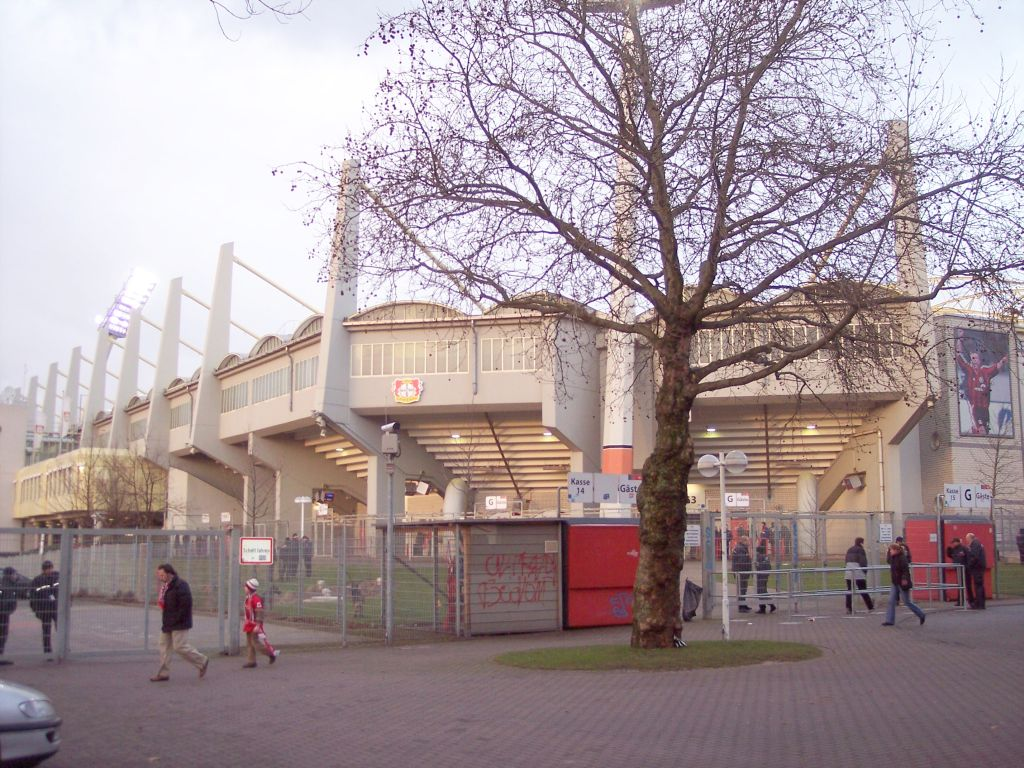
Gästeblock der alten BayArena 2005

Mit dem Aufstieg und der Etablierung in der höchsten deutschen Spielklasse beschloss der Verein den schrittweisen Neubau eines reinen Fußballstadions mit einer Kapazität von zwischenzeitlich ca. 27.000 Zuschauern. Der Neubau begann mit der Westtribüne und wurde bis 1990 mit Ausnahme der Südtribüne abgeschlossen. Im Süden verblieb die flache Stehplatzkurve des alten Stadions mitsamt monochromer Anzeigetafel und war als Block H Teil des Bereichs für die Gästefans. Die Südtribüne wurde 1996 entgegen dem ursprünglichen Konzept mit Logenplätzen, einer Geschäftsstelle und Tiefgarage erbaut. Durch die ungewöhnliche Architektur ist sie bis heute ein typisches Erkennungsmerkmal des Stadions. 1998 fand der Bau eines Hotels an der Nordtribüne statt und es erfolgte die Umbenennung in BayArena. Aufgrund der Änderungen im Ausbaukonzept wie z. B. die Logenplätze der Südtribüne und einer Umwandlung in ein reines Sitzplatzstadion schrumpfte das Fassungsvermögen schlussendlich auf nur noch 22.500 Zuschauer. 1999 wurden 220 gasbetriebene Heizstrahler eingebaut, wodurch die BayArena das erste Stadion in Deutschland mit einer Tribünenheizung war. Im Zuge der Umbauarbeiten wurden die Heizstrahler 2009 wieder entfernt.

### 2008 – Ausbau und Modernisierung

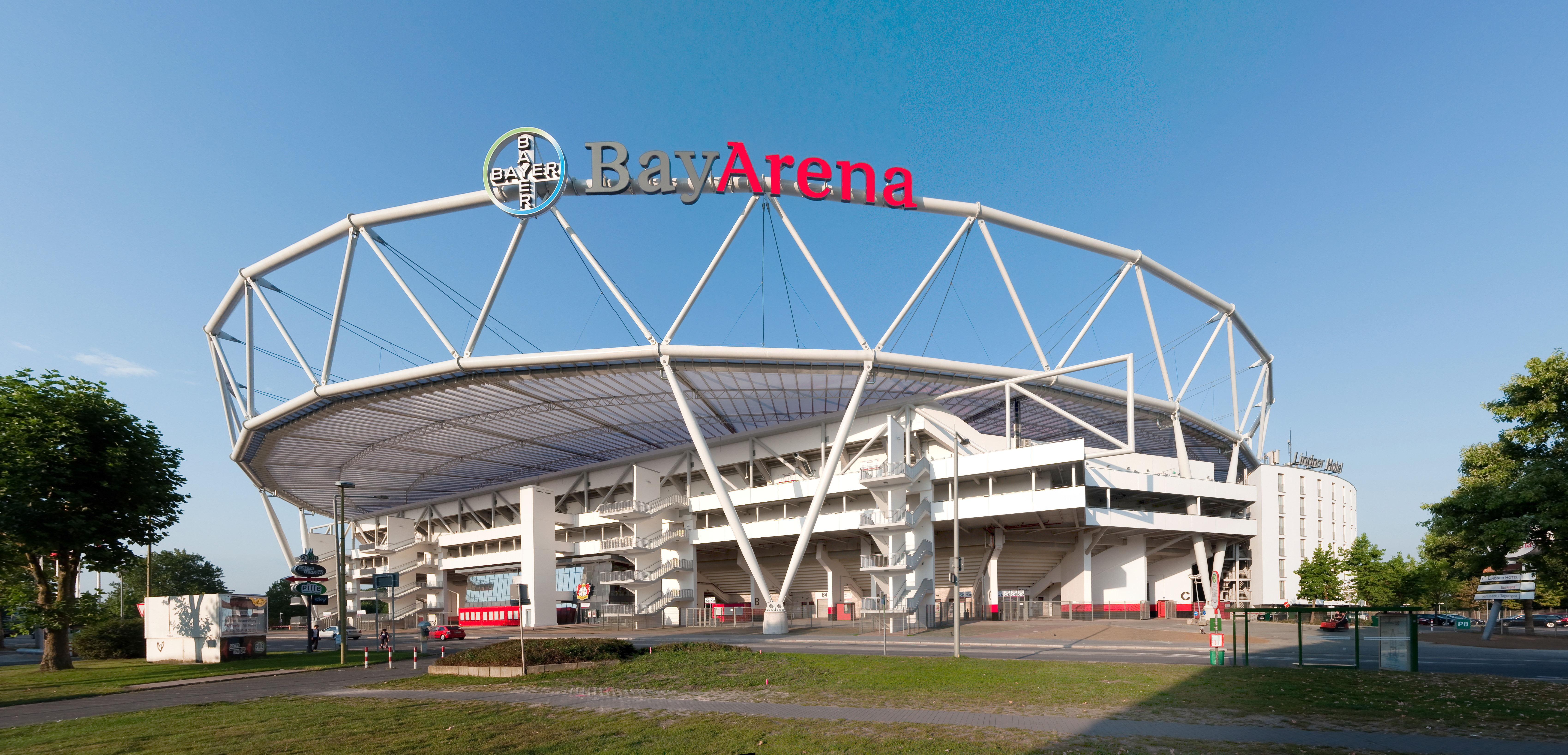
Nach dem Umbau 2009

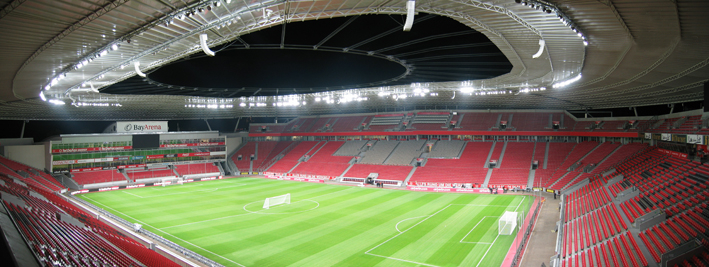
Die BayArena unter Flutlicht

Am 30. März 2007 wurde vom Vorstand der Bayer AG beschlossen, dass die BayArena auf eine Kapazität von über 30.000 Zuschauer ausgebaut werden sollte. Die Umbaumaßnahmen begannen im Dezember 2007 und wurden zum Beginn der Saison 2009/10 abgeschlossen. Wegen des Umbaus wurden die Rückrundenheimspiele der Saison 2008/09 in der Düsseldorfer LTU arena ausgetragen.
Die bisherigen Tribünenbereiche wurden aufgestockt und in der Kapazität von 22.500 auf nun ca. 27.000 Sitzplätze und eine Stehplatzkurve für 3.000 Fans erweitert, welche bei internationalen Spielen zu Sitzplätzen umfunktioniert werden müssen. Somit hat die BayArena eine variable Zuschauerkapazität. Der Gästebereich ist auf die reglementierte Untergrenze von zehn Prozent beschränkt, also 3.000 Sitzplätze. Der Hospitality-Bereich mit Restaurants und Logen wurde von vormals 812 auf über 2000 Plätze ausgedehnt. Auch die Zahl der Arbeitsplätze für die Medienvertreter wurde mit 228 nahezu verdoppelt. Um die Verbundenheit mit Bayer 04 Leverkusen zu unterstreichen, wurden die grünen Sitzschalen nun gegen rote und schwarze Sitzplätze ausgetauscht, die die Schriftzüge „1904“ und „Bayer 04“ bilden. Zusätzlich wurden im Zuge des Neuanstrichs die Pfeiler in den Farben Schwarz und Rot gehalten. Mit einer Gesamtgröße von 2.600 Quadratmetern ist der Team- und Physiobereich mit Umkleiden, Behandlungs- und Massageräumen mehr als vervierfacht worden.
Die Zuschauerränge des neuen Stadions sind von einem kreisrunden Dach aus Makrolon überspannt, das an den Längsseiten des Spielfelds weit über den Tribünenbereich hinausragt und damit den Besuchern auch vor dem Stadion Schutz vor Niederschlag bietet. Das Dach trägt sich selbst und setzt nicht wie in anderen Stadien üblich auf dem Bauwerk auf.
Geplant war zudem ein überdimensionales Bayer-Kreuz über der Arena, das mit einem Durchmesser von 200 Metern aus 2000 transparenten Leuchtdioden gebildet worden wäre, die das Firmenlogo aus der Luft auch aus großen Entfernungen deutlich erkennbar machen sollten. Aus Kostengründen wurde jedoch vorerst darauf verzichtet. Im Juni 2015 gab Bayer-04-Leverkusen-Geschäftsführer Michael Schade bekannt, dass der Verein sich von der Idee eines Bayer-Kreuzes in der Dachkonstruktion verabschiedet habe und dies „kein Thema mehr“ sei.
Die Umbaukosten stiegen zunächst wegen erhöhter Stahlpreise von 56 auf 70 Millionen Euro und betrugen zum Schluss 73 Millionen Euro. Aufgrund dessen ist auch der Bau eines Parkhauses derzeit zurückgestellt.
Das Stadion wurde am 15. August 2009 mit einem Bundesliga-Spiel gegen die TSG 1899 Hoffenheim wiedereröffnet. Das inoffiziell erste Spiel war ein Testspiel am 10. August 2009 von Bayer 04 Leverkusen II gegen den SV Schlebusch. Auch die deutsche Nationalmannschaft stattete am 5. September 2009 dem renovierten Stadion mit einem Spiel gegen Südafrika einen Besuch ab.
Im Sommer 2012 mussten Teile des Daches wegen Brandgefahr ausgetauscht werden.
Im April 2013 verkündete Bayer 04 Leverkusen, dass die BayArena zu einem multimedialen Erlebnisraum modernisiert werden solle. In Zusammenarbeit mit der Deutschen Telekom und Cisco sind mittlerweile über 607 HD-Monitore im gesamten Stadion montiert worden (Stand August 2015). Zudem gibt es mittlerweile 360 WLAN-Access-Points im Stadion, die dafür sorgen, dass 20.000 Besucher gleichzeitig im Internet surfen können. Über eine spezielle Stadion-App erhalten die Fans Zugriff auf exklusive Inhalte und interaktive Funktionen wie Quiz-Wettbewerbe, Spiele oder Spieler-Ratings. Das System hinter diesen Erweiterungen heißt StadiumVision, das auch in Stadien wie dem Estadio Santiago Bernabéu (Real Madrid), dem neuen Wembley-Stadion (London) und der Johan-Cruyff-Arena (Amsterdam) zum Einsatz kommt.

## Spiele von Herren-Fußballnationalmannschaften

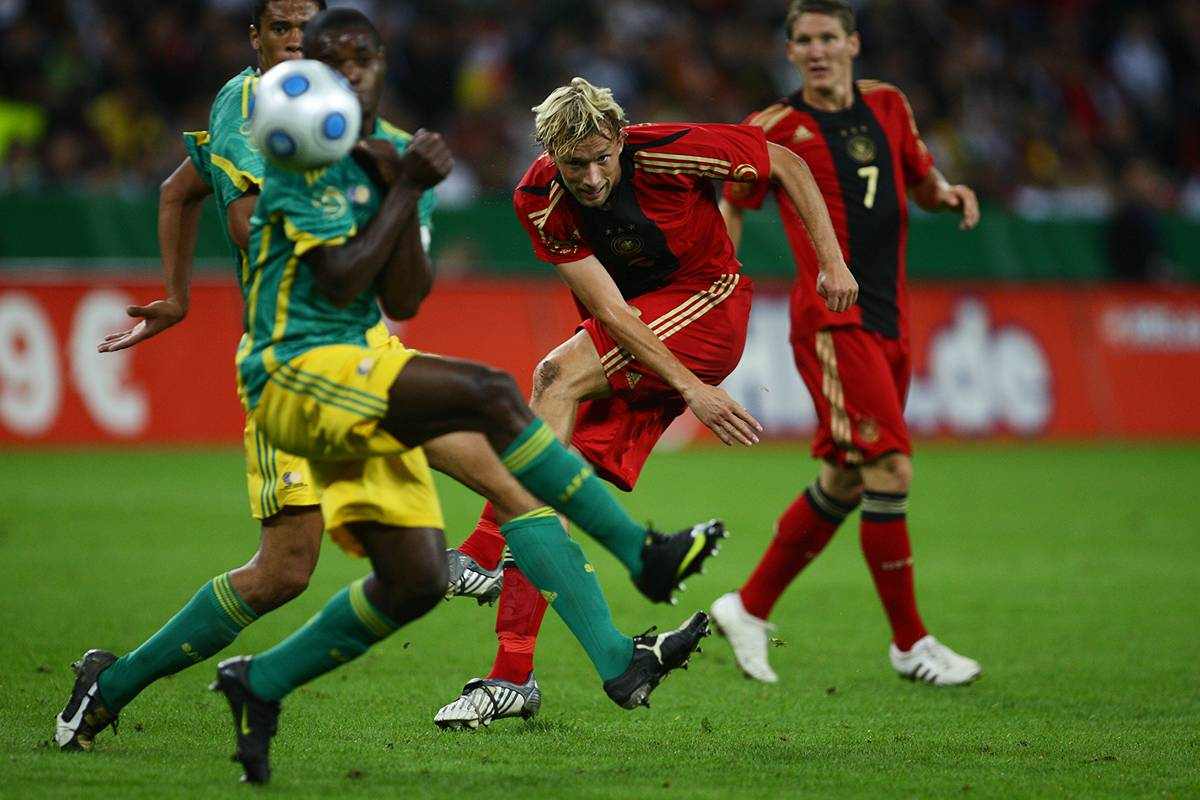
Simon Rolfes im Freundschaftsspiel gegen Südafrika am 5. September 2009

Die deutsche Fußballnationalmannschaft trat bisher zu folgenden Begegnungen im Stadion an. Am 20. November 2023 fand erstmals ein Pflichtspiel zweier ausländischer Herrennationalmannschaften (Ukraine gegen Italien) in der BayArena statt:
|                                       |   |               |     |
| 18. Dezember 1991, EM-Qualifikation   |   |               |     |
| Deutschland                           | – | Luxemburg     | 4:0 |
| 8. Oktober 1995, EM-Qualifikation     |   |               |     |
| Deutschland                           | – | Moldau        | 6:1 |
| 4. Juni 1999, EM-Qualifikation        |   |               |     |
| Deutschland                           | – | Moldau        | 6:1 |
| 24. März 2001, WM-Qualifikation       |   |               |     |
| Deutschland                           | – | Albanien      | 2:1 |
| 18. Mai 2002, Freundschaftsspiel      |   |               |     |
| Deutschland                           | – | Österreich    | 6:2 |
| 30. Mai 2006, Freundschaftsspiel      |   |               |     |
| Deutschland                           | – | Japan         | 2:2 |
| 5. September 2009, Freundschaftsspiel |   |               |     |
| Deutschland                           | – | Südafrika     | 2:0 |
| 8. Juni 2018, Freundschaftsspiel      |   |               |     |
| Deutschland                           | – | Saudi-Arabien | 2:1 |
| 20. November 2023, EM-Qualifikation   |   |               |     |
| Ukraine                               | – | Italien       | 0:0 |

## Fanbereich

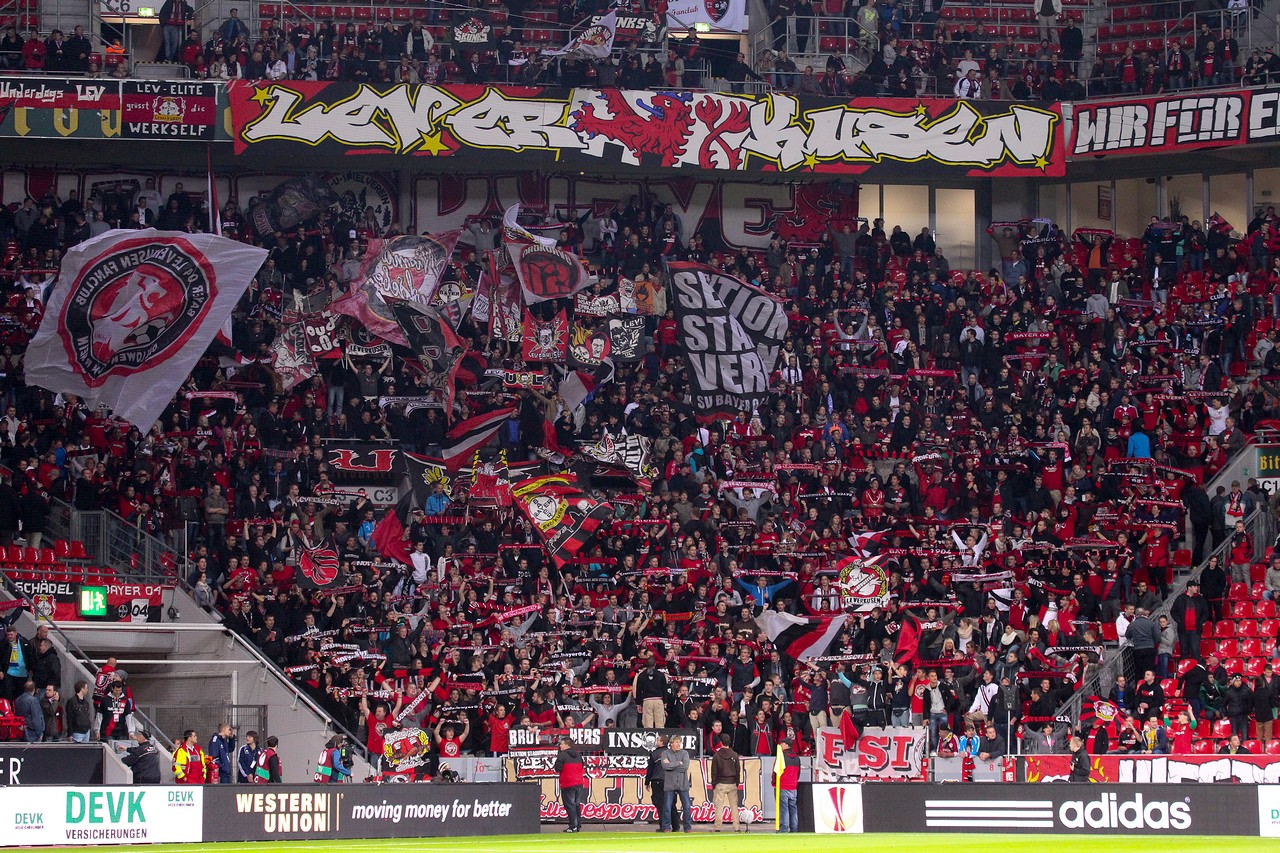
Nordkurve bis 2013

Der Fanbereich des Stadions wechselte in den letzten Jahrzehnten mehrfach seinen Standort. Traditionell standen die Fans im alten Ulrich-Haberland-Stadion im südlichen Holztribünenbogen, der Südkurve (P-Block), welche auch in der alten Bayer-Hymne von Henning Krautmacher besungen wurde. Als das Stadion in den 1980er Jahren mit neuen Betontribünen modernisiert wurde, wechselten die Fans 1985 in die Stehkurve des A-Blocks und wenige Jahre später, 1991, in den Norden, den C-Block. Zum Ende des Jahrtausends wurde das Stadion nach britischem Vorbild zaun- und stehplatzfrei, und die Fans bezogen 1996 in der Nordtribüne, dem D-Block, ihre neue Heimat. Mit dem Umbau 2009 wurde das Konzept der Stehplätze wieder eingeführt. In der Nordost-Ecke des Stadions befand sich bis 2013 ein Stehplatzblock mit 2000 Plätzen. 2013 wurde dieser in den unteren Teil der Nordtribüne verlegt und die Kapazität auf 3000 Plätze erhöht. Dies ist die derzeitige Heimat des Kerns der Fangruppen. Dieser Stehplatzbereich ist an den Seiten und vorne durch zwei Meter hohe Zäune abgeriegelt.

## Auszeichnungen
In den Spielzeiten 2017/18, 2021/22 und 2022/23 wurde Bayer 04 Leverkusen von der DFL für die Rasenqualität in der BayArena mit dem Pitch of the Year-Award ausgezeichnet.

## Wissenswertes
Der Name Ulrich-Haberland-Stadion wird seit der Umbenennung in BayArena aus Traditionsgründen vom angrenzenden Amateurstadion getragen.
Am 14. März 2010 fand in der BayArena mit der Bundesligapartie Bayer 04 Leverkusen gegen den Hamburger SV die erste Live-Übertragung eines Bundesligaspiels in 3D statt. Das Spiel wurde in HD auf Sky ausgestrahlt und konnte mit entsprechenden Empfangsgeräten und 3D-Brillen angesehen werden.